# How Can We Wake?
How Can We Wake? ist ein Jazzalbum von Josephine Davies mit ihrem Trio Satori. Die am 20. und 21. Januar 2020 in The Oxford Tavern und im Total Refreshment Centre, London, bei aufeinander folgenden Auftritten entstandenen Aufnahmen erschienen am 9. Oktober 2020 auf Whirlwind Recordings.

## Hintergrund
2016 nahm Davies für Whirlwind Recordings ihr erstes Trio-Album Satori (mit Dave Whitford, Bass, und Paul Clarvis, Schlagzeug) auf, 2018 gefolgt von In the Corners of Clouds, wiederum in dieser Besetzung. Für How Can We Wake?, ihr drittes Album mit Sartori, holte sie den Schlagzeuger James Maddren in das Trio. In der Begründung für ihre Auszeichnung in der Kategorie „Jazz-Instrumentalist des Jahres“ bei den Parliamentary Jazz Awards 2019 hieß es, das Trio sei ihr derzeitiges künstlerisches Hauptprojekt, mit dem sie die Grenzen des Jazz auslote. Sartori sei ein Projekt, das ihr Streben nach Ausdrucksfreiheit mit ihrem Interesse an der japanischen Philosophie und Lebensweise verbinde.
Davies ist Anhängerin der Lehren des Weisen Patanjalis, und alle zehn Titel des Albums basieren auf verschiedenen Aspekten des Zen und des Hinduismus. Der Titel des Albums – How Can We Wake? – ist die erste Zeile eines Gedichts von Gwendoline Coates (Davies’ Mutter), das in den Liner Notes des Albums enthalten ist.

## Titelliste
- Josephine Davies: How Can We Wake? (Whirlwind Recordings)
  1. Ananda: bliss 4:47
  2. Sutra 1 2:22
  3. Duhkha: pervasive dissatisfaction 7:32
  4. Sutra 2 1:37
  5. Nirodha: the possibility of liberation 5:26
  6. Mudita: joy 08:56
  7. Daya: compassion 5:23
  8. Sutra 3 1:44
  9. Klesha: affliction 8:42
  10. Ananda: bliss (reprise) 3:24
- Die Stücke 1–3 und 6–10 wurden live in The Oxford Tavern, London. am 20. Januar 2020 mitgeschnitten; die Titel 4 und 5 im Total Refreshment Centre, London, am 21. Januar.
- Alle Kompositionen stammen von Josephine Davies.

## Rezeption
Nach Ansicht von Chris May, der das Album in All About Jazz rezensierte, gehört Satori zu den besten jungen Bands in London und How Can We Wake? zu den bemerkenswertesten Veröffentlichungen des Jahres 2020. Satori sei eine halb frei spielende Gruppe, die harmonische Strukturen meide, aber mit erhabener Melodik beladen sei. Davies zeige ein aufregendes Gespür für Multiphonics im mittleren und unteren Bereich, gebrochene Töne und andere tonale Verzerrungen, die das Körperliche berühren, ohne sie vom Ätherischen abzubrechen.
Es sei zwar schwer, Davies’ Einflüsse auf dem Tenor festzunageln, aber Sonny Rollins klinge an, besonders bei „Mudita: Joy“, in der Mitte des Albums. Der Hörer müsse das Interesse der östlichen Philosophie nicht teilen oder sich dessen gar bewusst sein, so der Auto, um Satori zu genießen. Alles, was benötigt werde, sei die Bereitschaft, etwas langsamer zu werden, und Davies’ seraphische Lyrik und die Interaktion zwischen ihr Dave Whitford und James Maddren zu genießen.  Chris May zählt How Can We Wake? zu den besten Jazzalben des Jahres.
Auch Chris Baber, der How Can We Wake? für Jazzview besprach, hielt „die Art und Weise, wie das Trio so gut zusammenarbeitet“ für „aufregend“ und ebenso, dass es auch ohne ein Harmonieinstrument „in der Lage ist, in seinem Spiel so weite und ausgedehnte Landschaften zu schaffen. Davies’ straffes Saxophonspiel verschmilzt perfekt mit Maddens entspannten, aber sich ständig bewegenden Schlagzeugmustern, wobei Whitfords Bass für mitreißende Interventionen zwischen ihnen sorgt. Dies ist bestimmt eine Aufnahme, die ich mir noch jahrelang anhören werde, und ich kann garantieren, dass bei jedem Anhören neue Perlen und Erkenntnisse zutage treten werden.“
Jon Turney (London Jazz News) schrieb, das Saxophon-Bass-und-Schlagzeug-Format bedeute oft, bewusst als Hommage an frühere Klassiker in dieser Besetzung verstanden zu werden, etwa Sonny Rollins (At the Village Vanguard) oder die Trioalben von Joe Henderson. Davies gehe einen anderen Weg und legte ein einheitliches Gesamtkonzept mit neuen Kompositionen vor. Diese seien größtenteils Rahmenmotive, hauptsächlich um Stimmung zu schaffen und Erfindungen zu lancieren. Einige haben ein östliches Flair und es gebe mehrere Hinweise auf vergangene Marksteine; „Mudita: Joy“ zum Beispiel würdige Ornette Colemans Trio-Arbeit, gehe aber von einem Rollins-ähnlichen Riff aus.
Nach Ansicht von Lance Liddle (Bebop Spoken Here) habe Davies das Talent, Genres zusammenzuführen. Der Jazz sei hier mit indischen Wurzeln verbunden, ohne dass eine Sitar in Sicht ist. Mit Maddren und Whitfield sei dies „das schönste Treffen von Ost und West“ seit den legendären Indo-Jazz-Fusionen des Joe Harriott-John Mayer-Quintetts Ende der 1960er Jahre.